# 大鳞拟棘鲆
大鳞拟棘鲆（学名：Citharoides macrolepis）为棘鲆科拟棘鲆属的鱼类。分布于西印度洋肯亞至南非，属于中小型暖水性底层海鱼。其主要生活于在低纬度海区，棲息深度182-200公尺，背鰭軟條65-72枚;臀鰭軟條45-50枚，本魚有眼睛的一邊暗黃色顏色在身體與背鰭與臀鰭上有深色的斑點或斑塊;在末端的背鰭與臀鰭鰭條基底梗上有2個黑色的斑點，體長可達25公分，生活習性不明，可作為食用魚。